# Loco Chávez
Loco Chávez è una serie a fumetti argentina, ideata e scritta da Carlos Trillo e disegnata da Horacio Altuna.
Pubblicata la prima volta nel 1975 sulla testata giornalistica Clarín, è uno dei principali successi fumettistici del paese, venendo pubblicato per dieci anni consecutivi.

## Trama
Il protagonista della storia, Hugo Chávez, detto Loco (matto) è un giornalista che vive a Buenos Aires e indaga, in chiave comica, sui drammi quotidiani delle persone. In più di un'occasione si caccia in situazioni imbarazzanti o paradossali, e spesso ha a che fare con belle donne con le quali a volte intrattiene relazioni sentimentali, ma non sono poche le volte in cui Loco va in bianco. Loco è dotato di una buona cultura ed è tifoso della squadra di calcio del Racing. Tra i personaggi ricorrenti nelle vicende del protagonista ci sono il suo caporedattore Balderi, la timida collega fotografa Pampita, l'amico pubblicitario e donnaiolo Malone, il portinaio Homero.
Horacio Altuna nel disegnarlo sembra si sia ispirato a se stesso.